# 베료좁스키 (케메로보주)
베료좁스키(러시아어: Берёзовский)는 러시아 케메로보주에 위치한 도시로, 인구는 47,279명(2010년 기준)이다.
1949년에 신설되었고 1965년 인근의 쿠르가놉카(러시아어: Кургановка)와 옥티야브르스키(러시아어: Октя́брьский)를 합병하였다. 케메로보로부터 북쪽으로 27km 떨어진 곳에 위치한다.